# Newcastle (Oklahoma)
Newcastle és una ciutat dels Estats Units a l'estat d'Oklahoma. Segons el cens del 2000 tenia 5.434 habitants.

## Demografia
Segons el cens del 2000, Newcastle tenia 5.434 habitants, 1.977 habitatges, i 1.650 famílies. La densitat de població era de 42,2 habitants per km².
Per edats la població es repartia de la següent manera: un 26,4% tenia menys de 18 anys, un 7,9% entre 18 i 24, un 28,7% entre 25 i 44, un 28,4% de 45 a 60 i un 8,8% 65 anys o més.
L'edat mediana era de 38 anys. Per cada 100 dones de 18 o més anys hi havia 99,7 homes.
La renda mediana per habitatge era de 50.903 $ i la renda mediana per família de 59.509 $. Els homes tenien una renda mediana de 36.909 $ mentre que les dones 22.240 $. La renda per capita de la població era de 22.532 $. Entorn del 3,8% de les famílies i el 4,8% de la població estaven per davall del llindar de pobresa.

## Poblacions més properes
El següent diagrama mostra les poblacions més properes.